# Euphorbia cactus
Euphorbia cactus ist eine Pflanzenart aus der Gattung Wolfsmilch (Euphorbia) in der Familie der Wolfsmilchgewächse (Euphorbiaceae).

## Beschreibung
Die sukkulente Euphorbia cactus bildet Sträucher bis 1 Meter Höhe aus, die sich aus der Basis heraus verzweigen. Die drei- bis fünfkantigen Triebe werden 5 bis 10 Zentimeter dick und sind durch Einschnürungen in eiförmige Abschnitte gegliedert. An den Kanten stehen buchtige Zähne in einem Abstand von bis zu 1,5 Zentimeter zueinander. Die zusammen gewachsenen Dornschildchen bilden einen 5 Millimeter breiten Hornrand aus. Die dicken Dornen werden bis 2 Zentimeter lang. Neben den etwa 2 Millimeter großen Nebenblattdornen werden auf beiden Seiten der Blütenstände weitere bis 7 Millimeter lange Dornen ausgebildet.
Der Blütenstand besteht aus drei einfachen Cymen, die in einer waagerechten Linie stehen und nahezu sitzend sind. Die Cyathien erreichen etwa 9 Millimeter im Durchmesser. Die elliptischen Nektardrüsen sind gelb gefärbt und stoßen aneinander. Die kugelförmige Frucht ist sitzend und wird etwa 7 Millimeter groß. Sie enthält die etwa 3 Millimeter großen Samen, die kugelförmig sind und eine glatte Oberfläche besitzen.

## Verbreitung und Systematik
Euphorbia cactus ist auf der Arabischen Halbinsel, im Sudan und in Eritrea verbreitet.
Die Erstbeschreibung der Art erfolgte 1862 durch Pierre Edmond Boissier.
Es werden folgende Varietäten unterschieden:
- Euphorbia cactus var. cactus
- Euphorbia cactus var. tortirama Rauh & Lavranos
Verbreitung: Jemen; im Unterschied zur Stammart sind die Zweige bei dieser Art spiralig verdreht